# Quiz (producent muzyczny)
Quiz właściwie Jakub Kucharczyk (ur. 1987 w Warszawie) – polski raper, producent muzyczny i inżynier dźwięku. Członek zespołu Na Pół Etatu.
28 grudnia 2009 roku ukazał się debiutancki album producencki muzyka zatytułowany Materiał producencki. Na płycie wydanej przez należącą do rapera Proceente oficynę Aloha Entertainment wystąpili gościnnie m.in. W.E.N.A., Ero i VNM.

## Wybrana dyskografia
Albumy
| Materiał producencki          | - Data: 28 grudnia 2009 - Wydawca: Aloha Entertainment | — |
| Monochromy EP (oraz W.E.N.A.) | - Data: 21 kwietnia 2015 - Wydawca: Unhuman/The Avenue | 4 |
| "—" album nie był notowany.   |                                                        |   |

Inne
| Album                               | Rok  | Uwagi                                                                      | Źródło |
| ----------------------------------- | ---- | -------------------------------------------------------------------------- | ------ |
| W.E.N.A. – Dalekie zbliżenia        | 2011 | produkcja utworu "Nigdy"                                                   | [ 5 ]  |
| Rasmentalism – Hotel trzygwiazdkowy | 2011 | realizacja nagrań                                                          | [ 6 ]  |
| Karwan – Fabryka snów               | 2012 | produkcja utworów "Selekcja", "Znam te miejsca", "Zawijam stąd" i "Odejść" | [ 7 ]  |
| Green – Buntownicy i lojaliści      | 2013 | produkcja utworów "Się gapisz" i "Jestem z tych"                           | [ 8 ]  |
| Proceente – Zupynalefkisplify       | 2014 | produkcja i rap w utworze "Dla chłopaków i dziewczyn"                      | [ 9 ]  |

## Teledyski
| Tytuł                                     | Rok  | Reżyseria/Realizacja           | Album                | Źródło |
| ----------------------------------------- | ---- | ------------------------------ | -------------------- | ------ |
| "Wypierdalam stąd" (gościnnie: Proceente) | 2013 | LeciszNaRyj Film Studio        | Materiał producencki | [ 10 ] |
| "Tylko jeden" (oraz W.E.N.A.)             | 2014 | Marcin Montone, Kamil Szymczak | Monochromy EP        | [ 11 ] |
| "Lato w mieście" (oraz W.E.N.A.)          | 2015 | The Polaks                     | Monochromy EP        | [ 12 ] |